# Profesor Planeta
Profesor Planeta fue una revista de historietas, publicada por la mexicana editorial Posada, a partir de 1974.

## Características
La serie narra las aventuras de un científico, el Profesor Planeta, y su sobrina Lilia, quienes encogen sus cuerpos para visitar el mundo microscópico. Con ello sus autores, entre los que destacan los escritores Cuauhtémoc Zúñiga, Tita Valencia, Lilia Aragón y el dibujante Luis Chávez Peón, pretendían divulgar temas científicos como la biología o la geología entre sus lectores.